# Vasco Martins (bispo)
Vasco Martins de Alvelos (Lamego, antes de 1300 - Lisboa, 25 de Julho de 1344) foi um prelado português.

## Família
Era filho de Martim Domingues, Escudeiro que, depois de viúvo, foi Cónego da Sé de Lamego entre 1270 e 1292 e da Sé de Viseu, Prior da Colegiada de Santa Maria de Almacave, em Lamego, e Reitor de Santa Maria de Soutelo, em São João da Pesqueira, e de sua mulher Maria Esteves de Alvelos.
Era irmão de Marinha Martins de Alvelos, casada com Pedro Martins de Soveral (pais de D. Afonso Pires de Soveral, 20.º Bispo do Porto), de Aldara Martins de Medelo e de Lourenço Martins de Medelo ou de Alvelos, Cónego da Sé de Palência e da Sé de Coimbra.
Era, por via materna, sobrinho-neto do 12.º Bispo de Lamego e 7.º Bispo da Guarda D. Vasco Martins de Alvelos e, por via paterna, sobrinho de D. Geraldo Domingues, 12.º Bispo de Évora e 13.º Bispo do Porto, tendo recebido na escola da Sé desta última cidade a sua educação.

## Biografia
Era Reitor da Igreja de São Jacobi de Beja quando, a 28 de Abril de 1317 seu tio D. Geraldo Domingues, então Bispo de Évora, lhe instituiu, na sua pessoa, o Morgado de Medelo, em Almacave, Lamego, do qual foi o 1.º Senhor, com sua Capela de Santa Catarina na Sé de Lamego, com cabeça na sua Quintã de Medelo e vinculando-lhe várias propriedades distribuídas por quase todo o país. Estipulou que a Vasco Martins devia suceder seu outro sobrinho, Egas, filho de seu irmão Vicente Domingues. D. Dinis I de Portugal doou a D. Geraldo, bispo do Porto, Medelo e suas herdades e reguengos, no termo de Lamego (3, 53v), além de muitas outras doações que lhe fez. Em 1527 o Morgado de Medelo, com suas Igrejas anexas, pertencia ao 4.º Conde de Marialva.
Mais tarde, viria a ser eleito 18.º Bispo do Porto (1327/1328); depois de a ter governado durante catorze anos, desde 1313, e foi designado 19.º Bispo de Lisboa a 26 de Agosto de 1342, tendo governado a sua nova diocese durante apenas dois anos, falecendo no exercício das suas funções.
De D. Vasco Martins existe um selo de 1330 onde, além da emblemática religiosa, se mostram dois escudos, cada um dos quais contendo duas faixas ondadas, que não devem ser as armas então usadas pelos de Alvelos, mas sim as dos de Medelo, sua varonia.
Está sepultado na Sé de Lisboa.